# PJ Dozier
Perry Dozier Jr. alias PJ Dozier (Columbia, 25 oktober 1996) is een Amerikaans basketbalspeler die uitkomt voor de Denver Nuggets. Hij speelt als small-forward of pointguard. 

## Carrière
In 2015 werd Dozier, tijdens zijn laatste jaar op Spring Vally High School, genomineerd voor het McDonald's All-American Team. Daarop maakte hij de overstap naar het college-basketbal waar hij uitkam voor de South Carolina Gamecocks. Als gevolg van zijn goede prestaties besloot hij in 2017 te stoppen en zich kandidaat te stellen voor de NBA Draft van 2017. Tijdens deze draft werd hij echter niet uitgekozen. 
Kort nadien tekende hij bij de Los Angeles Lakers een contract voor de NBA Summer League van 2017 om uiteindelijk op 8 augustus 2017 een contract te tekenen bij de Dallas Mavericks. Enkele maanden later werd zijn contract al verbroken en tekende Dozier bij Oklahoma City Thunder. Binnen dit contract verdeelde Dozier zijn tijd tussen Oklahoma City Thunder en Oklahoma City Blue, actief in de NBA G League. Dozier maakte op 8 februari 2018 zijn debuut in de NBA tijdens de wedstrijd tegen de Los Angeles Lakers. 
In de zomer van 2018 tekende Dozier een contract bij de Boston Celtics, maar hij zou vooral uitkomen voor de Maine Red Claws, de geaffiliëerde club van de Celtics in de NBA G League. Op het einde van het seizoen werd zijn contract niet verlengd en na een tussenstap tijdens de NBA Summer League voor de Philadelphia 76ers tekende hij in augustus 2019 een contract bij de Denver Nuggets. Na een uitleenbeurt van enkele maanden aan de Windy City Bulls maakte hij op 15 januari 2020 zijn debuut voor de Nuggets.
Na twee jaar bij de Nuggets werd Dozier in januari samen met Bol Bol verhandeld naar de Boston Celtics in een transactie tussen 3 teams waarbij de Celtics Juancho Hernangómez liet vertrekken naar de San Antonio Spurs en Bryn Forbes verhuisde van de Spurs naar de Nuggets. Vooraleer Dozier ook maar 1 wedstrijd had gespeeld voor de Celtics werd hij op 10 februari 2022 samen met Bol al verhandeld naar Orlando Magic. Dozier zou echter geen enkele match spelen voor Orlando. Op het einde van het seizoen 2021-2022 was hij een vrije speler.
Op 17 september 2022 tekende Dozier een contract bij de Minnesota Timberwolves.. Dozier werd echter uitgeleend aan de Iowa Wolves, de gelinkte club van de Timberwolwes in de NBA G League.

## Erelijst
- All-NBA G League Third Team: 2019

## Statistieken
| Legenda | Legenda                | Legenda | Legenda                 | Legenda | Legenda               |
| ------- | ---------------------- | ------- | ----------------------- | ------- | --------------------- |
| WG      | Wedstrijden gespeeld   | WS      | Wedstrijden als starter | MPW     | Minuten per wedstrijd |
| 2P%     | Twee-punterpercentage  | 3P%     | Drie-punterpercentage   | VW%     | Vrije-worppercentage  |
| RPW     | Rebounds per wedstrijd | APW     | Assists per wedstrijd   | SPW     | Steals per wedstrijd  |
| BPW     | Blocks per wedstrijd   | PPW     | Punten per wedstrijd    | Vet     | Hoogste in carrière   |

### Reguliere NBA-seizoen
| Seizoen  | Team                  | WG  | WS | MPW  | 2G%  | 3P%  | FW%  | RPW | APW | SPW  | BPW | PPW |
| -------- | --------------------- | --- | -- | ---- | ---- | ---- | ---- | --- | --- | ---- | --- | --- |
| 2017-18  | Oklahoma City Thunder | 2   | 0  | 1,5  | 50,0 | –    | –    | 0,5 | 0   | 0    | 0   | 1,0 |
| 2018-19  | Boston Celtics        | 6   | 0  | 8,5  | 38,1 | 25,0 | 50,0 | 2,8 | 0,8 | 0,3  | 0   | 3,2 |
| 2019-20  | Denver Nuggets        | 29  | 0  | 14,2 | 41,4 | 34,7 | 72,4 | 1,9 | 2,2 | '0,5 | 0,2 | 5,8 |
| 2020-21  | Denver Nuggets        | 50  | 6  | 21,8 | 41,7 | 31,5 | 63,6 | 3,6 | 1,8 | 0,6  | 0,4 | 7,7 |
| 2021-22  | Denver Nuggets        | 18  | 0  | 18,9 | 36,4 | 31,3 | 76,9 | 3,5 | 1,6 | 0,6  | 0,3 | 5,4 |
| Carrière | Carrière              | 105 | 6  | 18,0 | 40,7 | 31,9 | 67,3 | 3,0 | 1,8 | 0,6  | 0,3 | 6,4 |

### NBA-playoffs
| Seizoen   | Team           | WG | WS | MPW  | 2G%  | 3P%  | FW%  | RPW | APW | SPW | BPW | PPW |
| --------- | -------------- | -- | -- | ---- | ---- | ---- | ---- | --- | --- | --- | --- | --- |
| 2019-2020 | Denver Nuggets | 12 | 0  | 10,4 | 42,4 | 25,0 | 57,1 | 1,5 | 1,0 | 0,2 | 0,2 | 3,2 |